# 威利特
威利特（英語：Willet）是美国纽约州科特兰县的一个镇，地处科特兰县东南部，同时位于科特兰市东南。2010年美国人口普查时，该镇有1043人。威利特镇于1813年从辛辛纳图斯镇分出，其名称来源于马里纳斯·威利特上校（Marinus Willet）。